# Schefflera coriacea
Schefflera coriacea là một loài thực vật có hoa trong Họ Cuồng cuồng. Loài này được (Marchal ex Thurn) Harms miêu tả khoa học đầu tiên năm 1894.